# Björnklobbarna
Björnklobbarna är tre stycken skär i Vårdö kommun på Åland (Finland). De ingår i Hulkaröarna som ligger i fjärden Delet.
Björnklobbarna består av Västra, Mellersta och Östra Björnklobben och är de sydligaste skären bland Hulkaröarna. I norr ligger Berglandet, Alskäret och Notskär, i nordväst Långrasket och i sydöst Tigrunden i Kumlinge kommun.
Mellersta Björnklobbens area är 3,3 hektar och dess största längd är 310 meter i sydväst-nordöstlig riktning. Den västra är något mindre och den östra något större än den mellersta.
Terrängen på Björnklobbarna består av kala klipphällar med gräs och ljung i skrevorna.

## Klimat
Klimatet i området är tempererat. Årsmedeltemperaturen i trakten är 7 °C. Den varmaste månaden är augusti, då medeltemperaturen är 17 °C, och den kallaste är februari, med −2 °C.